# Vádí Natrun
Vádí Natrun (arabsky وادي النطرون‎, anglicky Wadi El Natrun)  je vádí, propadlina v Egyptě na severovýchodě Libyjské pouště západně od delty Nilu. Nachází se 24 metrů pod úrovní hladiny světového oceánu. Je přibližně 40 km dlouhé a 3 až 8 kilometrů široké. Vzniklo v tektonické trhlině, která byla prohloubená v minulosti říční erozí a deflací.

## Vodní režim
Ve vádí se nachází více než desítka nevelkých slaných jezer, jejichž voda obsahuje natron, NaHCO3. Natron se zde těžil již v dobách starověkého Egypta, neboť se používal k mumifikování zemřelých.

## Mnišský život
Vádí Natrun patří k nejstarším monastickým oblastem na světě. Dělí se na tři centra: Nitria (Nitrie), Kellia a Scetis. V období od IV. do VII. století n. l. byla tato pouštní oblast vyhledávána egyptskými, palestinskými a syrskými křesťany, kteří se zde usazovali jako poustevníci, jejich život, kláštery a poutní cesty, jak je popsal např. Pallustius ve spisech Historia Lausiaca  a Historia monachorum Aegypti měly zásadní význam pro formování evropského mnišství a pro poutní cesty. V některých jazycích, zejména slovanských, je od slova "poušť" odvozen výraz "poustevna" a "poustevník". Počet klášterů a křesťanských věřících v oblasti Vádí Natrun se výrazně snížil po roce 641, kdy byl Egypt dobyt Araby.
Některé poustevny a kláštery se zachovaly až do 21. století. Mezi dosud funkční kláštery patří:
- Klášter sv. Makaria –založil Makarius Veliký kolem r. 360
- Klášter sv. Bišoje – založen v 6. století, nazván podle ostatků sv. Bišoje
- Klášter Paramos – založil Makarius Veliký r. 355
- Klášter Panny Marie Syřanů – založen v 7. století syrskými obchodníky

Neobývané jsou následující kláštery:
- Klášter sv. Jana Trpaslíka
- Arménský klášter
- Klášter sv. Mojžíše Černého